# Listă de preoți ruși
Aceasta este o listă de preoți ruși:
- Gheorghi Gapon
- Ilarion din Kiev
- Ioan de Kronstadt[1]
- Alexander Elchaninov[2]
- Alexander Men[3]
- Daniil Sisoev[4]
- Gleb Kaleda[5]
- Ioan cel Străin[6]
- Nikolai Afanasiev[7]
- Pavel Florenski[8]
- Serghie Sevici[9]
- Sofronie Saharov[10][11][12][13][14]